# Willisornis vidua
El hormiguero dorsiescamado del Xingú (Willisornis vidua), es una especie de ave paseriforme, de la familia Thamnophilidae, una de las dos  pertenecientes al género Willisornis, anteriormente colocado en el género Hylophylax. Es endémica del centro y este de la cuenca amazónica de Brasil. 

## Distribución y hábitat
Se distribuye en el centro sur y este de la Amazonia brasileña, desde el extremo este de Amazonas hacia el este hasta Maranhão y hacia el sur hasta el norte de Mato Grosso. Ver más detalles en Subespecies.
Esta especie es considerada bastante común en su hábitat natural, el sotobosque de selvas húmedas de terra firme hasta los 1350 metros de altitud.

## Sistemática

### Descripción original
La especie W. vidua fue descrita por primera vez por el ornitólogo austríaco Carl Edward Hellmayr en 1905 bajo el nombre científico Hypocnemis vidua; su localidad tipo es «Igarapé-Açú, 50 m, Pará, Brasil.»

### Etimología
El nombre genérico masculino «Willisornis» conmemora al ornitólogo estadounidense residente en Brasil Edwin O’Neill Willis (1935-2015) y del griego «ορνις ornis, ορνιθος ornithos»: ave; y el nombre de la especie «vidua», del latín: viuda.

### Taxonomía
Anteriormente era considerada como la subespecie W. poecilinotus vidua, pero los estudios de Isler & Whitney (2011) presentaron evidencias, principalmente de vocalización, de que merecía ser separada como especie plena (incluyendo al taxón nigrigula), lo que fue aprobado en la Propuesta N° 495 al Comité de Clasificación de Sudamérica (SACC).
Con base en las diferencias morfológicas presentadas en el mismo trabajo de Isler & Whitney (2011), algunas clasificaciones, como Aves del Mundo (HBW) y Birdlife International consideran a la subespecie W. vidua nigrigula como la especie separada Willisornis nigrigula, el hormiguero dorsiescamado del Tapajós.

### Subespecies
Según las clasificaciones del Congreso Ornitológico Internacional (IOC) y Clements Checklist v.2017, se reconocen dos subespecies, con su correspondiente distribución geográfica:
- Willisornis vidua vidua (Hellmayr, 1905) – oriente de la Amazonia brasileña al sur del río Amazonas (hacia el este desde el río Xingu hasta el oeste de Maranhão, hacia el sur hasta el norte de Tocantins).
- Willisornis vidua nigrigula (Snethlage, 1914) – centro sur de la Amazonia brasileña (extremo este de Amazonas hacia el este hasta ambas márgenes del río Tapajós, y en la margen oriental el río Teles Pires hacia el sur hasta el norte de Mato Grosso).